# 昂热维利耶
昂热维利耶（法語：Angervilliers，法語發音：[ɑ̃ʒɛʁvilje] ⓘ）是法国法兰西岛大区埃松省的一个市镇，属于埃唐普区。

## 地理
昂热维利耶（48°35'34"N, 2°3'55"E）面积9.01 平方千米，位于法国法蘭西島大區埃松省，该省份为法国北部内陆省份，北起上塞纳省和马恩河谷省，西接厄尔-卢瓦省和伊夫林省，南至卢瓦雷省，东临塞纳-马恩省。
与昂热维利耶接壤的市镇（或旧市镇、城区）包括：福尔日莱班、博内勒、隆维利耶、圣西尔苏杜尔当、勒瓦勒圣日耳曼、沃格里尼厄斯。

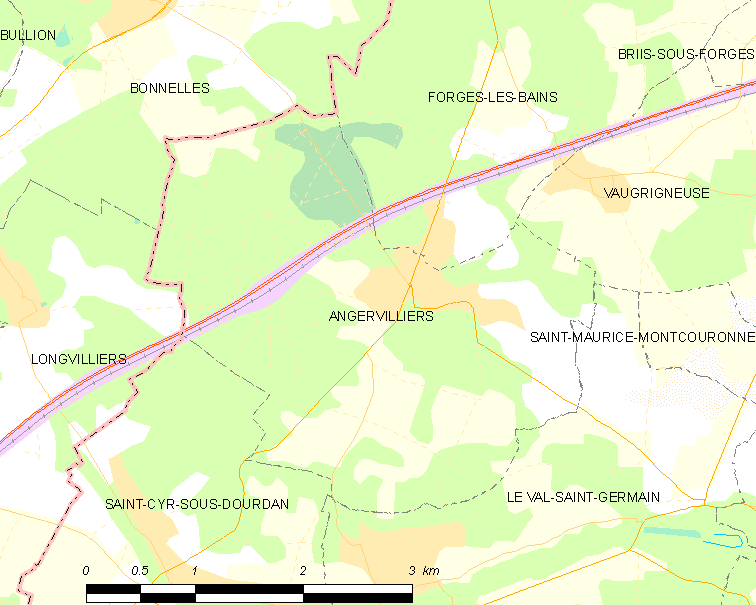
昂热维利耶的OSM定位图

昂热维利耶的时区为UTC+01:00、UTC+02:00（夏令时）。

## 行政
昂热维利耶的邮政编码为91470，INSEE市镇编码为91017。

## 政治
昂热维利耶所属的省级选区为杜尔当县。

## 人口

1962-2008年间昂热维利耶人口变化图示

昂热维利耶于2022年1月1日时的人口数量为1720人。